# Anatoki (rivière)
La rivière Anatoki (anglais : Anatoki River) est une rivière de Nouvelle-Zélande. Elle est située dans la Région de Tasman, au nord-ouest de l'Île du Sud, et est un affluent de la Takaka. C'est l'une des rivières les plus raides du pays.

## Étymologie
Le nom de la rivière signifie « grotte aux herminette en pierre » (cave of stone adzes).